# Distretto di Azamgarh
Azamgarh è un distretto dell'India di 3 950 808 abitanti. Capoluogo del distretto è Azamgarh.